# Необхідна і достатня умова

Діаграма Венна для множин суджень Х, необхідних умов P та достатніх умов Q. Q X та X P

В логіці, слова необхідно і достатньо відповідають імплікаційним зв'язкам між твердженнями. Вимога необхідності і достатності одного твердження для іншого значить, що перше твердження є істинним тоді і тільки тоді, коли істинне друге твердження.
- Необхідна умова для твердження має бути виконана, щоб твердження було істинним. Формально, твердження P є необхідною умовою для Q, якщо Q має на увазі P. Наприклад, для істинності твердження, що Микола досі парубкує необхідно, щоб істиною було, що він 1. неодружений, 2. він чоловічої статі і 3. він повнолітній — це необхідні умови для істинності твердження «Микола холостяк». Або для простих чисел більших за двійку, необхідно бути непарними, щоб бути простими, бо двійка єдине ціле число, яке одночасно парне і просте.

- Достатня умова це така, виконання якої тягне за собою істинність твердження. Формально, твердження P достатня умова для твердження Q, якщо P має на увазі Q. Наприклад, твердження, що «Микола парубкує» означає, що Микола чоловічої статі. Тож знання, що Микола холостяк достатньо для знання, що він також чоловічої статі. Подільність числа на 4 достатня (але не необхідна) для його парності, а подільність на 2 є необхідною і достатньою умовою.

Умова може бути необхідною або достатньою і не бути одночасно і тим і тим. Наприклад, бути ссавцем (P) необхідно, але не достатньо для того, щоб бути людиною (Q), і раціональність числа q (P) достатньо, але не необхідно для того, щоб q було дійсним числом (Q) (бо існують дійсні і нераціональні числа). Умова може бути одночасно необхідною і достатньою. Наприклад, твердження «сьогодні 24 серпня» є необхідною і достатньою умовою для твердження «сьогодні День Незалежності в Україні.» Подібно, необхідною і достатньою умовою для оборотності матриці M є наявність у M ненульового визначника.

## Необхідні умови

Перебування сонця над обрієм є необхідною умовою для прямого сонячного освітлення; але це недостатня умова, бо щось інше може відкидати тінь, наприклад, у випадку затемнення.

Судження P є необхідною умовою судження Х, коли із (істинності) Х випливає (істинність) Р. Тобто, якщо Р хибно, то запевне хибно і Х.
Для суджень Х типу «об’єкт належить до класу М» таке судження Р зветься властивістю (елементів) М.
Вимога необхідності P для Q в розмовній мові тотожна до тверджень «Q не може бути істинним, якщо P не істинне» або «якщо P хибне тоді Q хибне.» За законом контрпозиції це те саме, що «якщо Q істинне, тоді істинне P». Логічний зв'язок між ними виражається як «Якщо Q, тоді P» і записується як «Q {\displaystyle \Rightarrow } P» (Q має на увазі (імплікує, тягне за собою) P), і також може бути виражений як «P, якщо Q»; «P завжди коли Q.» Часто можна зустріти декілька необхідних умов, які разом, складають необхідну умову, як показано в прикладі 3.
Приклад 1: Уявіть грім, технічно, звукова ознака продемонстрована ударною хвилею, яка неминуче завершує блискавку в атмосфері. Тож, ми можемо чесно сказати, що блискавка необхідна для грому, бо грім не може відбутися без блискавки. Це значить, якщо стався грім, тоді була блискавка.
Приклад 2: Мати 30 років необхідно для служіння в американському Сенаті. До досягнення цього віку, неможливо стати сенатором. Тож, якщо ви сенатор, значить вам щонайменше 30 років.
Приклад 3: В алгебрі, для формування множиною S разом із операцією {\displaystyle \star } групи, необхідно, щоб {\displaystyle \star } була асоціативною. Також необхідно, щоб S містила особливий елемент e такий, що для кожного x в S вірно, що e {\displaystyle \star } x і x {\displaystyle \star } e обидва дорівнюють x. Іще необхідно, щоб для кожного x в S існував відповідний x« такий, що x {\displaystyle \star } x» і x" {\displaystyle \star } x дорівнювали особливому елементу e. Жодна з цих трьох необхідних умов не є достатньою, але кон'юнкція трьох є.
Приклад 4: «Якщо число ділиться на 4 (Q), то його остання цифра ділиться на 2» (P) - ділимість на 2 є необхідною умовою ділимості на 4.

## Достатні умови

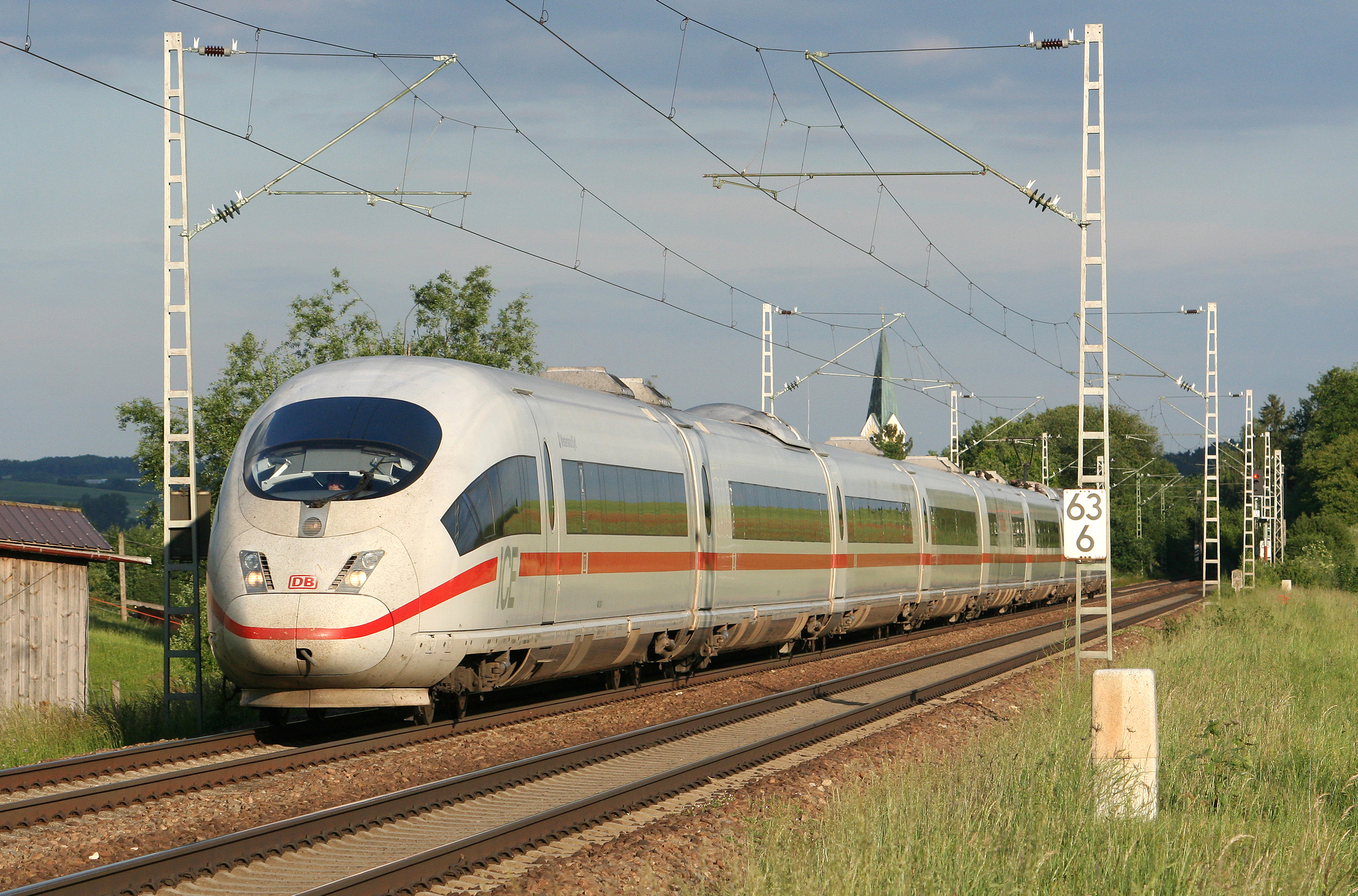
Те, що поїзд рухається за розкладом, зазвичай, достатня умова для прибуття вчасно (якщо поїзд прибуває вчасно і пасажир приїхав на ньому, вочевидь він прибуде вчасно); але це не завжди необхідна умова, бо існують інші можливості пересуватись (якщо поїзд не прибув вчасно, пасажир може використати інший вид транспорту.

Судження Q є достатньою умовою судження Х, коли з (істинності) Q випливає (істинність) X, тобто у випадку істинності Q перевіряти Х вже не треба.
Для суджень Х типу «об'єкт належить до класу М» таке судження Q зветься ознакою (елементів) М.
Сказавши, що P достатньо для Q, ми кажемо, що знання істинності P достатній ґрунт для умовиведення, що істинно Q. (Те саме, що знання хибності P не дає достатніх обґрунтувань для умовиведення, що Q хибне також.) Логічний зв'язок виражається так «Якщо P тоді Q» або «P {\displaystyle \Rightarrow } Q,» і також може бути виражений як «P тягне за собою Q.» Декілька достатніх умов разом, можуть утворювати необхідну умову, як показано в прикладі 3.
Приклад 1: Явище грому є достатньою умовою блискавки в сенсі людини, що почула грім і однозначно розпізнала його, доходить висновку, що була блискавка.
Приклад 2: Підписання президентом законопроєкту прийнятого парламентом є достатньою умовою, щоб зробити законопроєкт законом. Але якщо президент відхилить закон через накладання вето, то парламент може подолати це вето і зробити закон законопроєктом.
Приклад 3: Позначення центру карти однією великим вином (♠) достатньо для того, щоб карта була тузом. Три інші умови про позначення центру карти бубною (♦), чирвою (♥) або трефою (♣), відповідно. Жодна з цих умов не є необхідною для буття карти тузом, але їх диз'юнкція так, бо жодна з карт не може бути тузом без виконання хоча б однієї (насправді, рівно однієї) з цих умов.
Приклад 4: В теоремі «якщо кути суміжні (Q) то їх сума рівна 180° (P)» твердження о суміжності кутів є достатньою умовою, аби їх сума була рівною 180°.

## Одночасна необхідність і достатність
Стверджувати, що P є необхідною і достатньою для Q це те саме, що казати P необхідне для Q і P достатньо для Q. Звісно, це можна розуміти як два інших твердження, P і Q необхідні одне для одного. І в третій спосіб, як ствердження, що вони є достатніми одне для одного. Можна підсумовувати будь-яке і таким чином всі ці твердження як «P тоді і тільки тоді, коли Q,» що записується як P {\displaystyle \Leftrightarrow } Q.
Наприклад, в теорії графів граф G називається двочастковим, якщо можливо призначити кожній його вершині білий або чорний колір таким чином, що кожне ребро G має на кінцях вершини різних кольорів (іншими словами, його хроматичне число дорівнює 2). І для кожного графа, щоб бути двочастковим необхідно і достатньо не містити непарної довжини циклів. Тобто, знаходження в графі непарної довжини циклу гарантує його невдоволеність і навпаки.

### Необхідна і достатня умова (Критерій)
Судження К є необхідною і достатньою умовою судження Х, коли К є як необхідною умовою Х, так і достатньою. У цьому випадку також говорять, що К і Х рівносильні, або еквівалентні.
Для суджень Х типу «об'єкт належить до класу М» таке судження Q зветься критерієм належності класу М.

## Приклад
Судження X: «Петро отримує стипендію».
Необхідна умова P: «Петро — студент».
Достатня умова Q: «Петро вчиться в вузі без трійок».
З того, що Петро — студент, ще не випливає, що він отримує стипендію. Але ця умова необхідна, тобто якщо Петро не студент, то він запевне не отримує стипендію.
Якщо ж Петро вчиться в вузі без трійок, то він запевне отримує стипендію. З усім тим, студент Петро може отримувати стипендію (у вигляді допомоги), якщо він вчиться з трійками, але, наприклад, має хронічне захворювання.
В імплікації A → B 

A - це достатня умова 

B - необхідна умова